# Török László (erdőmérnök)
Török László (Sopron, 1928. július 13. – Szolnok, 2010. május 26.) okleveles erdőmérnök, Bedő Albert-emlékérmes.

## Családja
Édesapja dr. Török Béla erdőmérnök (1894–1934), a Bányamérnöki és Erdőmérnöki Főiskola Fatechnológiai Tanszékének vezetője, édesanyja Ullein-Reviczky Alice (1901–1970). Házastársa: Holper Olga. Gyermekei: Éva, Tünde, Klára.

## Élete
Erdőmérnöki oklevelét 1953-ban szerezte Sopronban. Frissen végzett erdőmérnökként 1953-ban a Budapesti Furnér és Lemezműveknél helyezkedett el, majd 1954 nyarától az Országos Erdészeti Főigazgatóságon dolgozott. 1957-ben Szolnokra költözött, és a Budapesti Fűrészek helyi üzemének lett műszaki vezetője. Szervezőmunkájának köszönhetően három év alatt megháromszorozódott a telepen a termelés. 1966-tól a tatabányai Vértesi Erdőgazdaság faipari csoportvezetőjévé nevezték ki. 1973-tól a Nagykunsági Erdő- és Fafeldolgozó Gazdaságnál tevékenykedett fejlesztési osztályvezetőként, később főosztályvezetőként, főmérnökként, igazgatóhelyettesként, megbízott igazgatóként, majd 1985 májusától igazgatóként. Az Erdészeti Termelésfejlesztési Társaság műszaki szakbizottságának vezetője, illetve a társaság igazgatótanácsának elnöke volt.  

## Munkássága
Vezetése alatt a veszteséges NEFAG nyereségessé vált, fokozatosan javultak a külgazdasági pozíciói is. Erdőgazdasági fejlesztési feladatainak kiemelkedő állomása a nagykőrösi fafeldolgozó üzem rekonstrukciója, melyek eredményeként a létrehozott üzem alkalmassá vált a fa mind teljesebb hasznosítására. Műszaki szolgáltatóhálózatot alakított ki, és létrehozta a motorfűrészek országos javítóbázisát, liftek, daruk garanciális szervizhálózatát. Komoly eredményeket ért el a faapríték hasznosításában is: aprítéktüzelő berendezéseik az élvonalbeli nemzetközi kutatási eredmények felhasználásával készültek, melyek az erdészeti-faipari elsődleges és másodlagos hulladék eltüzelésére alkalmasak.   
Lexikonok faipari fejezeteinek kidolgozója, társszerzője a Fűrészipari technológia című szakkönyvnek, számos szakcikk, tanulmány szerzője. Munkássága elismeréseként 1986-ban Bedő Albert-emlékéremmel tüntették ki. 

## Főbb művei
- Az akác fűrészipari feldolgozásának néhány sajátossága.= Az erdő, 1977. (26. (112.) évf.) 5. sz. 227-230. p. [Társszerző: Molnár Sándor.]
- A nagykőrősi Fafeldolgozó Üzem rekonstrukciója. = Az erdő, 1979. (28. évf.) 1 sz. 39-43. p.
- Faipari hulladékhasznosítás a Nagykunsági NEFAG-ban. = Az erdő, 1986. (35. évf.) 5. sz. 202-203. p.
- Erdőgazdálkodás a Nagykunságon. = Az erdő, 1986. (35. évf.) 11. sz. 498-504. p.